# لوبي الوقود الأحفوري
لوبي الوقود الأحفوري، يشمل ممثلين مدفوعي الأجر للشركات العاملة في صناعة الوقود الأحفوري (النفط والغاز والفحم)، والصناعات ذات الصلة مثل المواد الكيميائية والبلاستيك والطيران ووسائل النقل الأخرى. تمتلك جماعات الضغط (اللوبي) القدرة والأموال التي تمكنها من التأثير بشكل كبير على السياسات الحكومية، نظرًا إلى ثروتها واعتباراتها لأهمية الطاقة والنقل والصناعات الكيماوية للاقتصادات المحلية والوطنية والدولية. تُعرف جماعات الضغط بعرقلتها السياسات المتعلقة بحماية البيئة والصحة البيئية والحراك المناخي.
تنشط جماعات الضغط في معظم الاقتصادات المعتمدة بشدة على الوقود الأحفوري وذات الحوكمة الديمقراطية، وتتركز جماعات الضغط الأبرز في كندا وأستراليا والولايات المتحدة وأوروبا، لكنها منتشرة في أجزاء كثيرة من العالم. تعد شركات كبار النفط مثل إكسون موبيل، ورويال داتش شل، وتوتال أنرجيز، وبريتش بتروليوم، وشيفرون، وكونوكو فيلبس من أكبر الشركات المرتبطة بلوبي الوقود الأحفوري. يعدّ معهد البترول الأمريكي من جماعات الضغط القوية في مجال صناعة النفط الكبرى وله نفوذ كبير في واشنطن العاصمة.
انتقدت صحيفة الغارديان في عام 2022 وجود شركات الوقود الأحفوري الكبرى في المنتديات العالمية لاتخاذ القرار، مثل الهيئة الحكومية الدولية المعنية بتغير المناخ، ومفاوضات اتفاقية باريس للمناخ، والمنتديات المتعلقة بالبلاستيك وغيرها من المنتديات الدولية. يُعرف اللوبي باستغلاله الأزمات الدولية، مثل جائحة كوفيد-19، أو الغزو الروسي لأوكرانيا عام 2022، لمحاولة التراجع عن القوانين الحالية أو تبرير تطوير الوقود الأحفوري الجديد.

## الأثر
«تلك الشركات التي تواصل الاستثمار في الاستكشاف والاستغلال الحديثان للوقود الأحفوري الجديد، هي حقًا في انتهاك صارخ لواجبها الائتماني لأن العلم واضح تمامًا بأن تلك الأفعال لا يمكن الاستمرار بها».
- كريستيانا فيغيريس، الأمينة التنفيذية لاتفاقية الأمم المتحدة الإطارية بشأن التغير المناخي.
شهد لوبي الطاقة تاريخ من الصراع مع المصالح الدولية والحوكمة العالمية الديمقراطية. خُرّب المؤتمر العالمي المناخي الثاني «من قبل الولايات المتحدة وجماعات الضغط النفطية» وفقًا لمنظمة الطاقة المستدامة الدولية للطاقة المتجددة وكفاءة الطاقة، إذ شرعت يونيسيو في وضع ميثاق عالمي للطاقة «يحمي الحياة والصحة والمناخ والمحيط الحيوي من الانبعاثات». حاولت مجموعات الضغط الرجعية هذه- وفقًا للمنظمة- مقاطعة هذا الميثاق بمساعدة الدول المنتجة للنفط والفحم، ونجحت في إبقاء التحول إلى الطاقة المستدامة خارج مؤتمر ريو حول البيئة والتنمية (قمة الأرض) في عام 1992، لمواصلة هذه اللعبة في جميع مؤتمرات المناخ في برلين وكيوتو ولاهاي ومراكش، إذ قاطعت الولايات المتحدة اتفاقية كيوتو وما زالت تتجاهل الميثاق.
تشير التقديرات خلال العقد الأول من القرن الحادي والعشرين، إلى إنفاق ما لا يقل عن 251 مليون يورو للضغط على الاتحاد الأوروبي بشأن سياسات المناخ من قبل أكبر خمس شركات للنفط والغاز ومجموعاتها الصناعية. كان الضغط أيضًا مؤثرًا في كندا وأستراليا خلال العقد الأول من القرن الحادي والعشرين. يُقال إن «أحد الوزراء قد تحدى لوبي الطاقة المتجددة قائلًا: لماذا لا تُضاء المناطق المظلمة في العالم بإطفاء بعض شموعكم؟» خلال الجلسة الرابعة عشرة للجنة الأمم المتحدة للتنمية المستدامة، وفقًا لبيان المعهد الدولي للتنمية المستدامة.
حضر 636 من جماعات ضغط الوقود الأحفوري مؤتمر الأمم المتحدة السابع والعشرين للتغير المناخي، وفقًا لاتفاقية الأمم المتحدة الإطارية بشأن التغير المناخي.
تدعي شركات الوقود الأحفوري دعمها اتفاقية باريس التي تهدف إلى الحد من ظاهرة الاحتباس الحراري إلى أقل من 2 درجة مئوية في عام 2100. تظهر التقارير الداخلية لشركة بريتيش بتروليوم وشركة شل أنهما وضعتا خططًا لنماذج أعمال طارئة للاحترار بأكثر من 3 درجات مئوية من الاحتباس الحراري في عام 2050.

### الأثر البيئي للشركات الممثلة
كان العديد من الأعضاء الأكثر نفوذًا في لوبي الطاقة من بين أكبر الملوثين في الولايات المتحدة بحلول عام 2015، وصُنفت كونوكو وإكسون وجنرال إلكتريك في المراكز الستة الأولى. أفاد مشروع النزاهة البيئية، وهو منظمة غير حزبية وغير ربحية تأسست في مارس 2002 من قبل محامين سابقين في وكالة حماية البيئة «أن شركات مثل إكسون موبيل وسونوكو تحافظ على تسجيل أرباح قياسية، بينما تزداد الانبعاثات أو المواد الكيميائية المسببة للسرطان من مصافيها». انتُقد لوبي الطاقة من قبل البيئيين، لاستخدام نفوذه لمحاولة منع -أو الحدّ من- التشريعات المتعلقة بتغير المناخ العالمي.